# Фредерикс, Владимир Борисович
Барон (с рождения), граф (с 21 февраля 1913) Влади́мир Бори́сович (Адольф Андреас Волдемар) Фредери́кс (Фри́дрикс) (16 (28) ноября 1838 — 1 июля 1927, Кауниайнен, Финляндия) — военный и государственный деятель Российской империи, последний министр императорского двора Российской империи (1897—1917). Канцлер российских императорских и царских орденов; генерал от кавалерии (1901), генерал-адъютант (1896). Член Государственного совета.

## Биография
Из дворян Санкт-Петербургской губернии. Сын генерала от инфантерии барона Бориса Андреевича Фредерикса, происходившего из нарвского мещанского рода, с первой половины XVIII века состоявшего на русской службе и получившего в 1773 году баронский титул.
Получил домашнее образование.
В 1856 году поступил унтер-офицером в лейб-гвардии Конный полк на правах вольноопределяющегося, через несколько месяцев был причислен к действующим частям полка и прослужил в нём до 1871 года (с 1869 — полковник). В марте 1871 года пожалован во флигель-адъютанты императора Александра II.
С 27 июля 1875 года по 14 июля 1883 года — командир лейб-гвардии Конного полка, с 1 января 1879 года в чине генерал-майора. С 19 июня 1881 года — командир 1-й бригады 1-й гвардейской кавалерийской дивизии.
С 16 марта 1891 года — шталмейстер Высочайшего двора. С 30 августа 1893 года — генерал-лейтенант. 24 марта 1896 года пожалован званием генерал-адъютанта.
С 4 декабря 1893 по 1897 год — помощник министра императорского двора и уделов на правах товарища министра. С 6 мая 1897 года до 28 февраля 1917 года (вплоть до падения монархии) — министр императорского двора (министерство управляло дворцами и земельными владениями императорской семьи). Одновременно состоял канцлером российских императорских и царских орденов.
С 14 июля 1897 года — командующий Императорской Главной квартирой. 1 января 1901 года произведён в генералы от кавалерии (со старшинством от 6 декабря 1900 года).
4 ноября 1905 года назначен членом Государственного совета с оставлением во всех прежних должностях. В работе совета участия не принимал.
23 декабря 1905 года назначен шефом 4-го эскадрона лейб-гвардии Конного полка.
В 1908 году был избран почётным гражданином Новониколаевска, «ввиду его заслуг городу в деле выкупа земель у Кабинета Его Величества».
При Высочайшем рескрипте от 25 марта 1908 года пожалован кавалером ордена Святого апостола Андрея Первозванного — к 50-летию «примерного служения» (слова высочайшего рескрипта).
Высочайшим рескриптом от 21 февраля 1913 года (празднование 300-летия царствования дома Романовых) ему был пожалован графский титул.
Владимир Борисович Фредерикс
Был крупным домовладельцем (имел четыре каменных дома в Санкт-Петербурге) и землевладельцем (имения в Финляндии и под Гатчиной).
С началом Первой мировой войны находился с Николаем II в Могилёве, сопровождал его во всех поездках. Пользовался исключительным доверием императора, о чём его подчинённый генерал А. А. Мосолов писал: «Моральное одиночество, наложенное на себя царём с юного возраста, было тем более опасным, что Николай II относился недоверчиво даже к лицам ближайшего окружения. Один граф Фредерикс являлся исключением.» Бывший председателем Совета министров граф С. Ю. Витте писал о нём в своих записках:
Сам Фредерикс по части понимания дел был совсем плох, ему трудно было усвоить не только рассуждения, но и самые простые факты. Его сотрудники подучивали его как школьника перед всяким всеподданнейшим докладом.
Высочайшею грамотою от 10 апреля 1916 года был пожалован бриллиантами украшенными соединёнными портретами императоров Александра II, Александра III и Николая II на Андреевской ленте — в честь 60-летия службы в л.-гв. Конном полку и 25-летия службы на высших должностях в Министерстве двора.
К моменту Февральской революции 79-летний больной старик страдал потерей памяти. Влияния на императора не имел, но пользовался его полным доверием. В государственные дела не вмешивался, занимался только управлением имуществом Николая II через начальника канцелярии Министерства императорского двора.

27—28 февраля его особняк в Петрограде на Почтамтской улице был разграблен и сожжён. А. А. Мосолов писал по этому поводу:
«Граф был очень привязан к своему дому. Он был первым сожженным толпою в начальный день революции — это было первое насильственное уничтожение частной собственности.»
2 марта 1917 года в Пскове своей подписью скрепил машинописный лист с Актом об отречении Государя Императора Николая II от престола.
5 марта по требованию Временного правительства удалён из местопребывания императора, а 9 марта 1917 года был арестован в Гомеле железнодорожными рабочими. При обыске в вагоне отобрали печать министра, оружие, дневники и различные документы. По телеграмме А. И. Гучкова и А. Ф. Керенского отправлен в Петроград, доставлен в Таврический дворец. Допрашивался Чрезвычайной следственной комиссией. 11 марта по рекомендации врачей-психиатров перевезён в Евангелическую больницу. Вскоре был освобожден, жил в Петрограде.
В 1924 году обратился к советскому правительству с просьбой о выезде за границу. Получив разрешение, вместе с младшей дочерью Эммой выехал в 1925 году в Финляндию. Поселился в городе Кауниайнен, близ Хельсинки.
Скончался 1 июля 1927 в возрасте 88 лет. Похоронен на городском кладбище Кауниайнена.

## Семья
Был женат на Ядвиге (Гедвига Иоганна Александрина; Hedwiga Johanna Alexandrina) Алоизиевне Богушевской (1838—05.10.1919), в первом браке Цехолевской, дочери генерал-майора. За заслуги мужа была пожалована в статс-дамы, а в 1913 году возведена вместе с ним в графское достоинство. По словам графини М. Клейнмихель, в начале революции несчастная Ядвига Фредерикс была больна воспалением легких. Когда банды солдат ворвались в их дом на Почтамтской улице, её, закутав наскоро в два одеяла, верный слуга перенес в квартиру госпожи Марии фон Гартман, подруги её дочери. Но Гертман, терроризированная солдатами и своей прислугой, не смогла ее принять. Эмма Фредерикс, сопровождавшая пешком свою мать, будучи сама больной, решила устроить её в английский госпиталь. Когда верный лакей на руках принес туда графиню, посол Дж. Бьюкенен им отказал. Тогда Эмма решила перенести свою мать к своему учителю музыки итальянцу Капри, принявшему их с большой радостью. Скончалась в 1919 году в Петрограде. Их дочери:
- Евгения (Ойгени Валерия Жозефина; Eugenie Valeria Josefina) (08.5.1867—29.12.1950), фрейлина двора (1890), с 1894 года замужем за генерал-майором Свиты Е. И. В., дворцовым комендантом В. Н. Воейковым. Скончалась в эмиграции в г. Дандерюд в Швеции.
- Эмма (Эмма Хелена Софи; Emma Helena Sofia) (30.10.1869—20.2.1945), фрейлина двора (1893)[15], после 1925 года вместе с отцом и сестрой проживала в Финляндии. В 1944 году переехала в Швецию в Стокгольм, где и скончалась ровно через год.

## Награды
Российские:
- Орден Святого Станислава 2-й степени (30 августа 1869 года)
- Орден Святого Владимира 4-й степени (30 августа 1873 года)
- Орден Святой Анны 2-й степени (26 августа 1876 года)
- Орден Святого Владимира 3-й степени (19 февраля 1880 года)
- Орден Святого Станислава 1-й степени (15 мая 1883 года)
- Орден Святой Анны 1-й степени (30 августа 1886 года)
- Орден Святого Владимира 2-й степени (30 августа 1889 года)
- Орден Белого орла (2 апреля 1895 года)
- Орден Святого Александра Невского (1 января 1899 года)
- Бриллиантовые знаки к ордену Святого Александра Невского (6 декабря 1903 года)
- Орден Святого Владимира 1-й степени (6 декабря 1906 года)
- Орден Святого апостола Андрея Первозванного (25 марта 1908 года)
- Знак отличия беспорочной службы за XL лет (22 августа 1903 года)
- Портреты императоров Александра II, Александра III и Николая II с алмазами для ношения на груди (10 апреля 1916 года)
- Знак Красного Креста
- Медаль «В память войны 1853-1856 гг.» (1857)
- Медаль «В память коронации императора Александра III» (1883)
- Медаль «В память коронации императора Николая II» (1896)
- Медаль «В память царствования императора Александра III» (1896)
- Медаль Красного Креста «В память русско-японской войны 1904—1905 гг.» (1906)
- Медаль «В память русско-японской войны» (1906)
- Медаль «В память 200-летия Полтавской битвы» (1909)

Иностранные:
- Персидский Орден Льва и Солнца 2-й степени (14 июня 1878 года)
- Прусский Орден Короны, большой крест (5 февраля 1889 года)
- Алмазные знаки к нему[16]
- Вюртембергский Орден Фридриха, большой крест (20 мая 1891 года)
- Бухарский Орден Благородной Бухары с алмазами (26 июня 1893 года)
- Греческий Орден Спасителя, большой крест (29 января 1894 года)
- Черногорский Орден Князя Даниила I, большой крест (29 января 1894 года)
- Австрийский Орден Железной короны, большой крест (14 февраля 1895 года)
- Датский Орден Данеброг, большой крест (14 февраля 1895 года)
- Баварский Орден «За военные заслуги», большой крест (14 февраля 1895 года)
- Итальянский Орден Короны Италии, большой крест (14 февраля 1895 года)
- Румынский Орден Звезды Румынии, большой крест (14 февраля 1895 года)
- Алмазные знаки к нему[16]
- Сербский Орден Такова, большой крест (14 февраля 1895 года)
- Орден Такова 1-й степени (23 мая 1892 года)
- Мекленбург-Шверинский Орден Вендской Короны, большой крест (14 февраля 1895 года)
- Орден Вендской Короны, командорский крест со звездой (1 февраля 1879 года)
- Шведский Орден Меча, большой крест (14 февраля 1895 года)
- Орден Меча, кавалерский крест 1-й степени (23 мая 1892 года)
- Гессен-Дармштадтский Орден Филиппа Великодушного, большой крест (14 февраля 1895 года)
- Ольденбургский Орден Петра-Фридриха-Людвига, большой крест (14 февраля 1895 года)
- Саксен-Альтенбургский Орден Саксен-Эрнестинского дома 1-й степени (14 февраля 1895 года)
- Турецкий Орден Меджидие 1-й степени (13 сентября 1895 года)
- Алмазные знаки к нему[16]
- Китайский Орден Двойного Дракона 2-й степени 1-го класса (24 января 1896 года)
- Японский Орден Восходящего солнца 1-й степени (17 июня 1896 года)
- Орден Эфиопской звезды 1-й степени (17 июня 1896 года)
- Британский Королевский Викторианский орден, большой крест (17 июня 1896 года)
- Викторианский орден, большой командорский крест[16]
- Итальянский Орден Святых Маврикия и Лазаря, большой крест (17 июня 1896 года)
- Сиамский Орден Белого слона 1-й степени (5 октября 1896 года)
- Сиамский Орден Короны, большой крест (5 октября 1896 года)
- Французский Орден Почётного легиона, большой крест (награждён 10 сентября 1897 г., получил Высочайшее соизволение на принятие и ношение 26 февраля 1898 года)
- Орден Почётного легиона, большой офицерский крест (29 декабря 1894 года)
- Орден Почётного легиона, командорский крест (26 марта 1881 года)
- Турецкий Орден Османие 1-й степени (15 февраля 1899 года)
- Алмазные знаки к нему (23 декабря 1900 года)
- Прусский Орден Красного орла, большой крест (9 декабря 1899 года)
- Алмазные знаки к нему (29 августа 1901 года)
- Орден Красного орла 2-й степени со звездой (19 апреля 1888 года)
- Австрийский Орден Леопольда, большой крест (1900 год)
- Баденский Орден Верности (Баден), большой крест (1900 год)
- Саксен-Веймарский Орден Белого сокола, большой крест (1900 год)
- Гессен-Дармштадтский Орден Людвига 1-й степени (1900 год)
- Болгарский Орден Святого Александра 1-й степени (1900 год)
- Портрет персидского шаха, осыпанный алмазами (10 июня 1900 года)
- Прусский Орден Чёрного орла (26 июня 1902 года)
- Алмазные знаки к нему[16]
- Персидский Орден «Neshan-e Aqdas» 2-й степени (Qods) (26 июня 1902 года)
- Австрийский Орден Святого Стефана большой крест (1903 год)
- Бельгийский Орден Леопольда I 1-й степени (1905)
- Датский Орден Слона (1902?)[16]
- Японский Орден Хризантемы[16]
- Сербский Орден Звезды Карагеоргия[16]
- Китайский Орден Двойного Дракона 1-й степени 3-го класса[16]
- Саксен-Кобург-Готский Орден Саксен-Эрнестинского дома, большой крест[16]
- Римско-католический Орден Святого Гроба Господня, кавалерский крест[16]
- Шведский Орден Серафимов (12 мая 1908 года)

## Киновоплощения
- 1971 — «Николай и Александра». В роли графа Фредерикса — Джек Хокинс.
- 2000 — «Романовы. Венценосная семья». В роли графа Фредерикса — Игорь Дмитриев.

## Адреса в Санкт-Петербурге
Барон Фредерикс проживал в Санкт-Петербурге в доме по адресу:  Конногвардейский пер., 8 Почтамтская ул., 23
и до 1917 года  владел несколькими доходными домами:
- доходный дом — Владимирский пр., 13/Графский пер., 9
- доходный дом — Владимирский пр., 15
- Доходный дом Эссен-Стенбок-Фермора - Гостиница "Октябрьская"  — Невский пр., 118 /2-я Советская ул., 1 /Лиговский пр., 10; Последний владелец - В.Б. Фредерикс.